# Günter Euringer
Günter Euringer (München, 1963–) a Kinder csokoládé reklámarca 1973-tól 2005-ig.
Saját elmondása szerint összesen 300 német márkát kapott annak idején a fotózásért, 200-at első körben, utána újabb 100-at.
Az évek során, ahogy a divat változott, Günter arcát is folyamatosan retusálták: többször rövidítették meg a haját és emiatt füleket is készítettek neki, melyek az eredeti fényképen a haj takarása miatt nem láthatóak. 2005-ben Euringer úgy döntött, hogy felfedi kilétét és könyvet írt a történetéről Das Kind der Schokolade címmel.
Nős, két gyermek édesapja. Operatőrként dolgozik.